# A symphonic night II
A symphonic night II is een titel van een cd en MC album van de band BZN. Het was het resultaat van de goede ontvangste van A Symphonic Night I, twee jaar eerder. Deze cd werd echter, in tegenstelling tot de eerste A Symphonic Night, met goud en platina beloond. De eerste kreeg bovendien dubbel platina. A Symphonic Night II stond 18 weken in de Album top 100 en in de Mega Album top 100 en bereikte daarin resp. als hoogste plaats 3e en 4e.
Van dit album werden twee singles afgehaald: Mexican Night en Don't Give up, Don't Give in. De laatste single werd niet door BZN zelf gekozen, maar door de fans. Mexican Night behaalde de 19e plek in de Top 40, en de 18e plek in de Mega Top 100. In de Noordzee Mega Top 30 stond deze single 8 weken met als hoogste de 6e plek. De tweede single deed het minder, een dikke tipnotering in de top 40 werd gehaald en de 49ste plek in de Mega Top 100.
Deze cd werd gepromoot met een gebruikelijke special. Deze keer gehouden in eigen land met het orkest en al, op dezelfde wijze als bij de albumopname.

## Tracklist
1. Il trovatore (live) [G. Verdi/S. Cammarano/A.G. Gutierrez]
2. Les pêcheurs de perles (duet uit de parelvissers) (live) [G. Bizet/E. Corman/M. Carre]
3. Que sera (live) [J. Livingston/B. Evans]
4. Comme facette mammeta (live) [C. Gambardella/G. Capaldo]
5. Maria Mari (live) [E. di Capua]
6. Melodie d'amour (Recuerdos de la Alhambra) (live) [F. eirea Tarrega/J. Veerman/J. Keizer/J. Tuijp]
7. That's amore (live) [H. Warren/J. Brooks]
8. Don't give up, don't give in (live) [Trad./J. Veerman/J. Keizer/J. Tuijp/D. Plat]
9. Plaisir d'amour (live) [J. Martini/J.P.C. de Florian]
10. Guanabara-bay (live) [Trad./J. Veerman/J. Keizer/J. Tuijp]
11. Santa Lucia (live) [Trad./J. Veerman/J. Keizer/J. Tuijp/D. Plat]
12. Vive la vie (live) [Trad./J. Veerman/J. Keizer/J. Tuijp]
13. Vieni sul mar (live) [Trad./J. Veerman/J. Keizer/J. Tuijp]
14. Time to say goodbye (live) [W.A. Mozart/J. Veerman/J. Keizer/J. Tuijp]
15. Funiculi funicula (live) [G. Turco/L. Denza]
16. Mexican night (live) [Trad./J. Veerman/J. Keizer/J. Tuijp]